# دم‌پیسه
دم‌پیسه‌ها گروه کوچکی از مرغ‌های مگس از سردهٔ Phlogophilus هستند. این سرده دارای دو گونه است:
- دم‌پیسه پرویی
- دم‌پیسه اکوادوری